# Buczak (Góry Krucze)

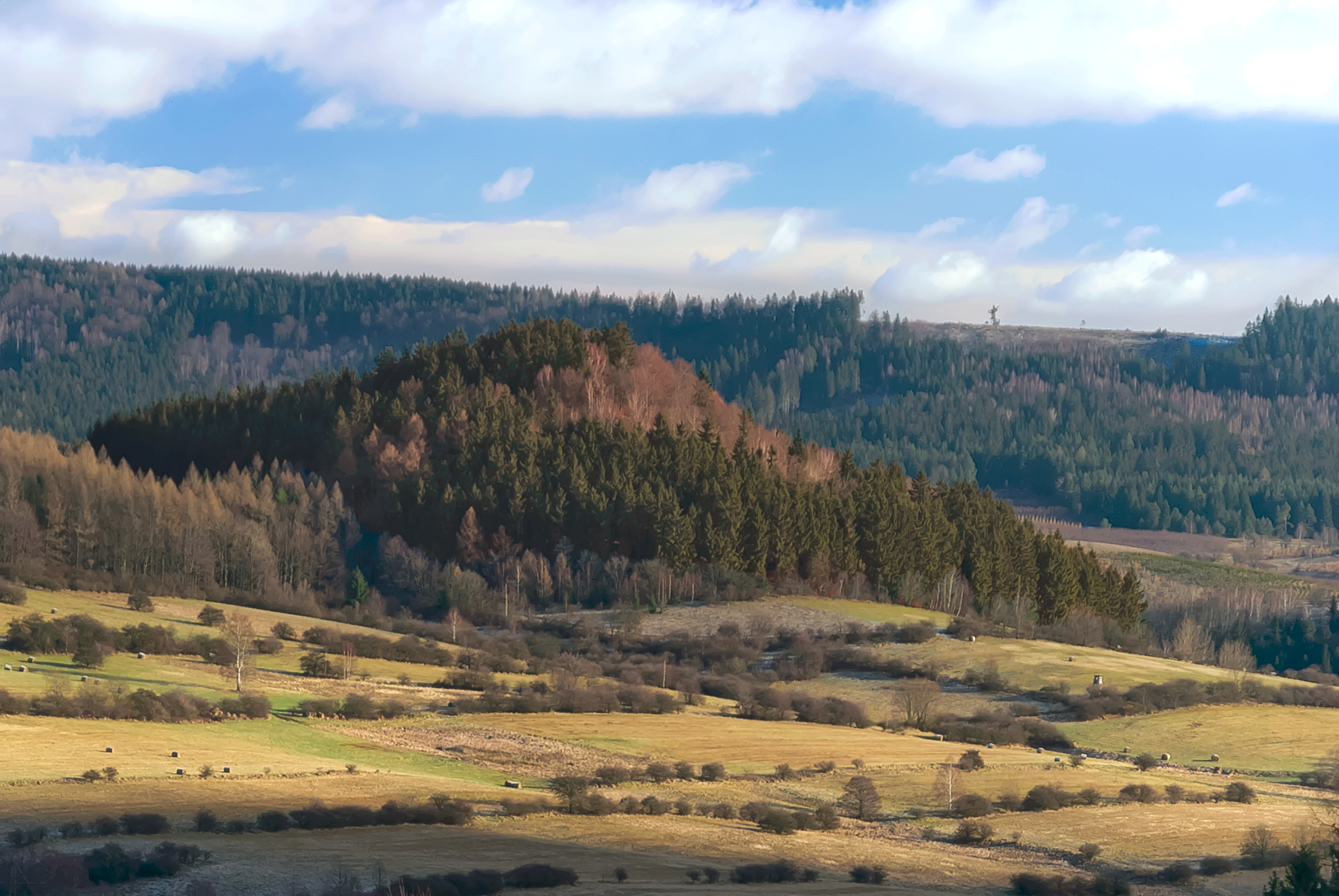

Buczak (niem. Buchen Berg) – szczyt na stanowiący najbardziej na południe wysunięte wzniesienie w Górach Kruczych.Wyrasta nad doliną Szkła w Okrzeszynie jako południowo-wschodnia, niższa kulminacja grzbieciku Bogorii.

## Budowa
Buczak jest zbudowany z permskich porfirów (trachitów), które na południowym zboczu tworzą niewielkie urwisko skalne. Jest tu stary kamieniołom o głębokości do 50 m.

## Roślinność
Szczyt porastają niewielkie lasy świerkowe i świerkowo-bukowe, niżej ciągną się łąki zarastające zagajnikami.